# Газова везикула
Ця стаття про немембранну структуру бактерій та архей, про мембранну органелу див.: Везикула
Газова везикула — порожниста структура, утворена з білків (на відміну від «звичайних» мембранних везикул). Вона зазвичай має форму циліндричної трубки, закритої з обох кінців конічними наконечниками. Газові везикули зустрічаються серед представників п'яти типів бактерій і двох типів архей, але здебільшого обмежуються планктонними мікроорганізмами, в яких вони забезпечують плавучість. За рахунок регулювання відносного вмісту газу в них, водні мікроби можуть здійснювати вертикальні переміщення. У повільно ростучих організмах таких механізм працює ефективніше за джгутики. Газова везикула непроникна для рідкої води, але надзвичайно проникна для газів і зазвичай наповнена повітрям. Це жорстка структура низької стисливості, але  під певним критичним тиском вона руйнується і плавучість бактерії при цьому втрачається. 
Газові везикули в різних організмах можуть мати різні розміри, від 45 до 200 нм завширшки; відповідно до інженерних принципів вужчі міцніші (тобто мають більший критичний тиск), але вони містять менший об'єм газу на одиницю об'єму стінки, і тому менш ефективні в забезпеченні плавучості. Огляд ціанобактерій з газовими везикулами показує, що природний відбір змушує залишати газові везикули максимальної ширини, дозволеної тиском природного оточення, тобто сумі тургору і тиску товщі води. Ширина газової везикули визначається генетично, можливо через послідовність амінокислоти білків стінки. До 14 генів беруть участь у формуванні назових везикул, але продукти тільки двох з них дійсно знайдені у назових везикулах: GvpA створює каркас везикули, а GvpC зв'язується за межами каркаса і підсилює структури проти колапсу.